# Cincinnobotrys felicis
Cincinnobotrys felicis är en tvåhjärtbladig växtart som först beskrevs av Auguste Jean Baptiste Chevalier, och fick sitt nu gällande namn av Jacq.-fél.. Cincinnobotrys felicis ingår i släktet Cincinnobotrys och familjen Melastomataceae. Inga underarter finns listade i Catalogue of Life.